# Высокая мода (фильм)
«Высокая мода» (фр. Prêt-à-Porter) — американский комедийно-драматический фильм 1994 года, снятый режиссёром Робертом Олтменом.

## Название
Оригинальное название фильма Prêt-à-Porter в переводе с французского означает Готовое платье, повседневная одежда, смысл названия становится ясен из финала картины. Однако на русском языке фильм известен под названием Высокая мода, что означает противоположное понятие — haute couture. В США фильм демонстрировался под названием Ready to Wear (перевод оригинала на английский язык), на VHS и DVD был издан под заглавием Robert Altman’s Ready to Wear. В остальных странах он шёл под французским названием.

## Сюжет
В Париж на неделю высокой моды съезжаются знаменитые кутюрье, топ-модели, издатели глянцевых журналов. Перед зрителем проходит череда модных показов, а за кулисами незаметно для взгляда кинокамер неспешно разворачиваются простые истории: двоих журналистов — мужчину и женщину, не знакомых друг с другом, селят в один номер отеля, и эта неделя превращается для них в медовый месяц; сын владелицы дома моды втайне от матери продаёт семейное дело сапожнику из Техаса; три редактора модных журналов добиваются контракта с престижным фотографом, а прибывший из Москвы итальянский коммунист становится случайным свидетелем смерти организатора показа и вновь встречает свою давнюю любовь — его вдову.
«Изюминка» фильма в появлении на экране десятков публичных и медийных персон: кинозвёзд, модельеров, дизайнеров, репортёров и просто заезжих тусовщиков. Некоторым из них отведены большие роли, а некоторые появляются в крошечных камео на несколько секунд. Также фильм знаменит финальной сценой, в которой на подиуме дефилируют полностью обнажённые модели.

## Актёрский состав
- Марчелло Мастроянни — Сергей / Серджо
- Анук Эме — Симон Ловенталь
- Руперт Эверетт — Джек Ловенталь
- Софи Лорен — Изабелла де Лафонтен
- Жан-Пьер Кассель — Оливье де Лафонтен
- Джулия Робертс — Энн Эйзенхауэр
- Тим Роббинс — Джо Флинн
- Ким Бейсингер — Китти Поттер
- Лорен Бэколл — Слим Крайслер
- Лайл Ловетт — Клинт Ламмерокс
- Кьяра Мастроянни — Софи Шозе
- Стивен Ри — Майло О’Бранниган
- Росси де Пальма — Пиллар
- Тара Леон — Кики Симпсон
- Джорджанна Робертсон — Дейн Симпсон
- Лили Тейлор — Фиона Ульрих
- Уте Лемпер — Альбертина
- Форест Уитакер — Си Бьянко
- Том Новембр — Реджи
- Ричард Э. Грант — Корт Румни
- Анна Кановас — Виолетта Румни
- Трейси Ульман — Нина Скант
- Салли Келлерман — Сисси Уонамейкер
- Линда Хант — Реджина Крумм
- Тери Гарр — Луиза Хамильтон
- Дэнни Айелло — майор Хамильтон
- Жан Рошфор — инспектор Танпи
- Мишель Блан — инспектор Форже
- Бьорк — модель

### Камео
- Гарри Белафонте
- Анелло Капуано
- Хелена Кристенсен
- Шер
- Дэвид Копперфилд
- Джамилиана
- Эльза Кленш
- Серж Молитор
- Татьяна Патитц

Модельеры и кутюрье:
- Паоло Бульгари
- Жан-Поль Готье
- Кристиан Лакруа
- Иссэй Миякэ
- Клод Монтана
- Тьери Мюглер
- Соня Рикель
- Никола Труссарди
- Джанфранко Ферре

Модели:
- Линда Евангелиста
- Наоми Кэмпбелл
- Клаудиа Шиффер
- Карла Бруни
- Татьяна Сорокко
- Сюзи Бик
- Рошумба Уильямс
- Адриана Скленарикова
- Ева Салвэйл
- Кристи Тарлингтон
- Эмма Виклунд

## Критика
На сайте Rotten Tomatoes «Высокая мода» имеет рейтинг 24 %, на основании 25 рецензий критиков, со средней оценкой 4,75 из 10.
Роджер Эберт дал картине две с половиной звезды из четырёх и написал, что фильм: «…должен был пойти дальше и быть злее; слишком многие из шуток (Олтмена) — это общий фарс, вместо того, чтобы прямо нацеливаться на поставленные цели».

## Награды и номинации
- Фильм получил приз Национального совета обозревателей за актёрский ансамбль (в списке награждённых упомянуто 28 имён).
- В 1995 году фильм был номинирован на премию Золотой глобус в номинации «лучший музыкальный или комедийный фильм», а Софи Лорен была номинирована в номинации «лучшая актриса второго плана».

## Факты
- Фильм завершает своеобразную тетралогию режиссёра, в которой Олтмен исследует мир шоу-бизнеса: «Нэшвилл», «Игрок», «Короткие истории» и Pret-A-Porter.
- Фильм снимался в Париже, в США и в Москве (первые кадры — появление героя Марчелло Мастроянни на Красной площади).
- Первые два титра в начале картины — с названиями кинокомпании и именем режиссёра — идут на русском языке.
- В этом фильме вновь встречаются на съёмочной площадке Софи Лорен и Марчелло Мастроянни — дуэт, ставший знаменитым после комедии «Брак по-итальянски» (1964). Фильм Pret-A-Porter — их первая совместная работа за 16 лет, до этого они снимались вместе в картине «Кровавая вражда двух мужчин из-за вдовы, подозреваются политические мотивы» (1978).
- Музыку к фильму написал Мишель Легран. Кроме того, в картине звучит множество музыкальных номеров разных исполнителей, среди которых Джанет Джексон, Грейс Джонс, The Rolling Stones, The Cranberries, Deep Forest, Brand New Heavies и U2.
- Одна из композиций, сделавшая фильм узнаваемым, — «Herre Comes the Hotstepper» исполнителя Ini Kamoze (Cecil Campbell). Сингл вошёл в официальный саундтрек фильма, а в рамках рекламной кампании, приуроченной к мировой премьере, был выпущен видеоклип на эту композицию с использованием кадров из фильма, и в съёмках клипа принимали участие снимавшиеся в фильме актёры. Сама композиция стала визитной карточкой исполнителя, возглавив американский хит-парад, а в Британии добравшись до 4 места в чартах.